# Staartbijten
Staartbijten treedt op wanneer varkens (gespeende biggen of vleesvarkens) in de staart van een hokgenoot bijten waardoor er een staartwond ontstaat. Dit gedrag treedt vooral op wanneer er iets mis is met het welzijn van het varken. De varkens die staartbijten zijn meestal vrouwelijke dieren (gelten). Staartbijten is in feite een vorm van omgericht gedrag. Ook andere vormen van bijtgedrag zijn hieraan nauw verwant, zoals oorbijten, pootbijten en flankbijten.

## Ontstaan
Staartbijten en andere vormen van bijterij ontstaan vooral door verveling, onvoldoende stimulatie en frustratie. Jonge varkens zijn nieuwsgierige dieren die graag hun omgeving onderzoeken. Van nature besteden varkens ook veel tijd met het zoeken naar voedsel, vooral door te wroeten en bijten. Bij gebrek aan variatie in de omgeving zullen de varkens ontdekken dat ze ook in de staarten van soortgenoten kunnen bijten. Dit hoeft aanvankelijk niet direct tot een staartwond te leiden. De staart wordt bijvoorbeeld dwars in de bek genomen en met de kiezen heen en weer geschoven van de ene naar de andere kant van de bek. Bij dit gekauw kan het niet uitblijven dat, min of meer per ongeluk, de staart wordt verwond en begint te bloeden. Daarnaast kan een varken gefrustreerd raken in een van de andere welzijnsbehoeften, zoals wanneer het klimaat niet goed is, er te veel dieren in een kleine ruime worden gehouden, er iets mis is met de voersamenstelling of wijze van voerverstrekking, of wanneer de varkens niet helemaal gezond zijn. Door dergelijk ongemakken kan frustratie optreden wat een bijtwond kan leiden zonder dat dit door ‘staartsabbelen’ vooraf wordt gegaan.
De smaak van bloed en onrust in het hok zijn voor varkens op zichzelf interessant waardoor het probleem kan escaleren en ook andere varkens het bijtgedrag gaan overnemen. Dit kan zelfs leiden tot kannibalisme.
Bijtwonden kunnen geïnfecteerd raken, waardoor groeivertraging kan optreden en abcessen kunnen ontstaan met kreupelheden, verlamming en uitval als gevolg.

## Factoren
Staartbijten en andere vormen van bijterij zijn typische multifactoriële aandoeningen. Veel factoren kunnen een rol spelen, waarbij de uiteindelijke aanleiding tot bijterij vaak niet meer is dan een druppel die de emmer doet overlopen. De belangrijkste factoren op een rijtje.
- Hokverrijking is de belangrijkste factor. Het is vermoedelijk zelfs een kritische succesfactor. Materialen die aantoonbaar effectief zijn om staartbijten te voorkomen zijn (tweemaal daags een handje) lang stro en compost (in Nederland niet toegestaan). Er zijn vooralsnog geen studies bekend waarbij minder staartbijten is gevonden na het verstrekken van speeltjes zoals een ketting, al dan niet ‘verrijkt’ met kunststof. Recent onderzoek in Finland, waar staartcouperen verboden is, heeft aangetoond dat volop afleidingsmateriaal in het kraamhok staartbijten op latere leeftijd helpt te voorkomen.[4] Ook vers wilgenhout kan bijterij voorkomen.[5]
- De staartlengte is een belangrijke factor. Langere staarten geven meer kans op staartbijten. Kortere staarten zijn echter maatschappelijk ongewenst (symptoombestrijding; zie onder).
- Een hoge hokbezetting werkt negatief op het bijtgedrag. Er treedt frustratie op bij de dieren, wat zich uit in bijten. In volle hokken is het voor varkens ook minder goed mogelijk om weg te vluchten voor de bijtende hokgenoten.
- Minder gezonde of kreupele varkens in een hok worden sneller gebeten dan gezonde hokgenoten, en varkens die zich niet helemaal lekker voelen zouden ook heel goed de neiging kunnen ontwikkelen om te gaan bijten.
- Er blijken in de praktijk verschillen te bestaan tussen rassen of kruisingen. Varkens die geselecteerd zijn op mager vlees en minder rugvet hebben meer last van staartbijten.[6]
- Een goed klimaat in de stallen is een belangrijke factor. In stallen waar varkens last hebben van tocht, hittestress of te lage temperaturen treden meer problemen met bijterij op. Binnenkomende lucht moet zich rustig en gelijkmatig over de afdeling verdelen. Voorkom tocht. Ook bij een goed klimaat kan bijterij optreden. In feite is het erg moeilijk om alle (80-100) varkens in een afdeling een aangenaam klimaat te geven; er zijn al snel een paar dieren die het eigenlijk wat te warm hebben (de harde groeiers; dieren met koorts) en dieren die het eigenlijk wat te koud hebben (de achterblijvers; zieke dieren). Een goed klimaat en mogelijkheid voor de varkens om zelf een wat warmere of koudere ligplaats uit te laten kiezen (dichte/roostervloer; enige bodembedekking) zijn gewenst om de kans op staartbijten te verminderen en welzijn te verbeteren.
- Uit onderzoek is gebleken dat naarmate het percentage roostervloer groter is er meer bijten optreedt.[3] Varkens geven de voorkeur aan de dichte vloer om te verblijven, en een dichte vloer geeft meer mogelijkheden om wroetmateriaal, zoals ruwvoer of stro, te verstrekken. Ook het aandeel roostervloer in het kraamhok en de biggenafdeling (en het ontbreken van wroetmateriaal aldaar) zijn vermoedelijk risicofactoren voor het latere optreden van staartbijten.
- Bij een krap aantal vreetplekken per varken, onregelmatigheden in de voergift (overslaan van een voerbeurt) of onvoldoende wateropname, ontstaat frustratie, wat kan leiden tot staartbijten. Varkens moeten voldoende ‘etenstijd’ hebben. Meer dan acht biggen per voerplaats verhoogt de agressie.
- De gehaltes aan ruwe celstof, zout en eiwit hebben invloed op het verzadigend gevoel bij varkens en op de rust in de koppel. Boeren hebben ook wel aangegeven dat het verbod op diermeel in varkensvoer de kans op problemen met bijterij zou hebben vergroot.[7] Bij voersamenstelling geldt een vergelijkbaar verhaal als voor klimaat: niet alle dieren in een leeftijdscategorie hebben dezelfde nutriëntenbehoefte. Door de verschillen tussen dieren en het feit dat ze niet zelf hun voersamenstelling kunnen bepalen (door bijvoorbeeld meer van de ene voercomponent te eten en minder van de andere) ontstaat gemakkelijk wat ongemak die tot verhoogde exploratiedrang en bijterij kan leiden.
- Ook de sekse speelt een rol. Mannelijke dieren worden vaker gebeten dan vrouwelijke dieren. Er is geen verschil tussen borgen en beren.
- Onvoldoende daglicht is mogelijk een risicofactor voor staartbijten
- Een goede hygiënestatus van het bedrijf heeft een positief effect op (minder) staartbijten. Een schone, droge en comfortabele ligplaats is van belang voor rust in de koppel.

## Behandeling
Indien staartbijten optreedt, dan zijn de volgende aspecten van belang:
- Er zo vroeg mogelijk bij zijn: voorkomen is beter (en veel gemakkelijker) dan genezen. De staarthouding van varkens kan een uitbraak van staartbijten voorspellen.[8] Twee tot drie dagen voor een staartbijtuitbraak zijn er minder dieren met een krul in de staart en meer dieren die hun staart tussen de poten geklemd houden. Als er meerdere dieren binnen een hok de staart tussen de poten houden, moet snel ingegrepen worden voordat de eerste serieuze staartverwondingen ontstaan. Correctie van risicofactoren (hokverrijking, bezettingsdichtheid, raskeuze, voeding, gezondheid, klimaat, zie boven) is dan van belang. Met name het tijdig verstrekken van stro of andere voor de dieren interessante materialen is belangrijk.[9]
- Het identificeren en verwijderen van de bijter uit het hok. Dit is vooral belangrijk in een vroeg stadium. Wanneer de bijterij al een tijd aan de gang is zijn er waarschijnlijk al meerdere bijters ontstaan en wordt het al snel erg lastig om alle bijters uit het hok te halen.[9]
- Ook het behandelen en verwijderen van dieren met bijtwonden is aan te raden, zodat ook de bezettingsdichtheid van de overige varkens afneemt. Ook het omhokken van de dieren kan een tijdelijk remmend effect op staartbijten hebben.
- Staarten kunnen behandeld worden met een afweermiddel zoals stockholmteer of hertshoornolie. Dit moet een aantal keren worden herhaald en is als regel niet afdoende wanneer het als enige maatregel wordt toegepast, maar levert wel een bijdrage in de behandeling van staartbijten.
- De kans op wondinfecties kan verminderd worden door wonden regelmatig met jodiumoplossing te behandelen.
- Verstrek een ruime hoeveelheid afleidingsmateriaal (bijvoorbeeld ruwvoer, maïs, snoeihout, stro, (sizal) touwen (meerdere per hok), 2x/dag een extra schep droogvoerpellets op de dichte vloer), waarbij zo lang als nodig is meerdere keren per dag nieuw materiaal wordt verstrekt. Kijk ook of de dieren gebruikmaken van het bestaande hokverrijkingsmateriaal.[10] Het materiaal moet geschikt zijn voor de desbetreffende leeftijdscategorie en moet goed bereikbaar zijn. Goed geschikt hokverrijkingsmateriaal is voor het dieren vernieuwend zijn (b.v. verversen van stro of verlengen van touw), goed bijtbaar en afbreekbaar.[11][12][13] Zacht, vurenhout van de geschikte afmetingen vastgemaakt aan een ketting tot op de grond kan voor flink wat afleiding zorgen.

## Advies
Aanhoudende problemen met bijterij kunnen het beste samen met de dierenarts en andere bedrijfsadviseurs, als team, worden aangepakt. Daarbij is het belangrijk dat gebruikgemaakt wordt van recente wetenschappelijke informatie. Een redelijk uitgebreid Engelstalig overzicht van wetenschappelijke kennis is te vinden in EFSA (2007), kortere overzichtsartikelen zijn Schrøder-Petersen and Simonsen (2001) en Taylor et al. (in press).
Om staartbijten op latere leeftijd te beperken worden als regel in de intensieve varkenshouderij de staarten van de jonge biggen gecoupeerd. In feite is dit symptoombestrijding, omdat het de oorzaak van het bijten niet wegneemt. Staart couperen is wettelijk toegestaan, mits aan een aantal voorwaarden wordt voldaan. In de Gezondheids- en welzijnswet voor dieren
staat bij het Ingrepenbesluit onder toegestane ingrepen: ‘Het verwijderen van een deel van de staart bij biggen tot de leeftijd van vier dagen indien blijkt dat zich op het bedrijf staartverwondingen voordoen wanneer de ingreep niet is toegepast’. De noodzaak tot de ingreep moet dus aangetoond worden door de varkenshouder. Een intacte (krul-)staart, daarentegen, is een belangrijk signaal aan de varkenshouder dat het varken goed in z’n vel zit. Couperen tast de integriteit van het varken aan en is maatschappelijk ongewenst. Routinematig couperen staat op gespannen voet met een duurzame varkenshouderij.